# Ischioscia curvaculeus
Ischioscia curvaculeus är en kräftdjursart som beskrevs av Klaus Ulrich Leistikow 200. Ischioscia curvaculeus ingår i släktet Ischioscia och familjen Philosciidae. Inga underarter finns listade i Catalogue of Life.